# Моздок
Моздок (рус. Моздо́к, осет. Мӕздӕг) град је у Северној Осетији-Аланији у јужној Русији. Име града у преводу дословно значи „густа шума“ на кабардском језику. Управно је седиште Моздочког округа. Налази се на левој обали реке Терек, 92 km северно од Владикавказа, главног града републике.
Моздок је основан 1759. године. Статус града је стекао 1785. године. Број становника: 38.600 (2001).

## Становништво
Према прелиминарним подацима са пописа, у граду је 2010. живело становника, (%) више него 2002.
| 1939.  | 1959.  | 1970.  | 1979.  | 1989.  | 2002.  | 2010.  |
| ------ | ------ | ------ | ------ | ------ | ------ | ------ |
| 19.081 | 25.611 | 32.350 | 34.394 | 38.037 | 42.865 | 38.748 |